# السوق (لحج)
السوق هي إحدى قرى الجمهورية اليمنية. وهي تتبع جغرافيًا لمحافظة لحج. وإداريًا لمديرية الملاح. يبلغ تعداد سكانها 1272 نسمة حسب الإحصاء الذي جرى عام 2004.